# Каледония вместе
Каледония вместе (фр. Caledonie Ensemble) — политическая партия в Новой Каледонии. Партия возникла 14 октября 2008 года, отколовшись от партии «Будущее вместе», возглавляемой Филиппом Гомесом. Партия центристская и выступает против независимости.
Будущее вместе, центристская партия, основанная в 2004 году, раскололась в 2008 году. Раскол начался во время парламентских выборов 2007 года, когда Гомес баллотировался в 1-м избирательном округе Новой Каледонии, хотя должен был баллотироваться Дидье Леру. Хотя баллотировались оба, и оба набрали 14%, заняв соответственно третье и четвертое места, оставив кандидата от ОКСР Гаэля Янно против кандидата от националистического Канакского социалистического фронта национального освобождения, которого Янно легко победил. Мартен также потерпел поражение, управляя 2-м избирательным округом Новой Каледонии. Плохие результаты на местных выборах 2008 года, включая столицу Нумеа, ускорили открытый раскол между Гомесом, с одной стороны, и Мартеном и Леру, с другой. В 2008 году Гомес и 12 конгрессменов и женщин «Будущее вместе» (включая Темеро) сформировали «Каледонию вместе».
На провинциальных выборах 2014 года партия заняла первое место, получив 23,3% голосов и 13 мест.

## Electoral results
| Год выборов | Голоса | %     | Места    | +/– | Правительство              |
| ----------- | ------ | ----- | -------- | --- | -------------------------- |
| 2009        | 16,253 | 16.83 | 10 из 43 |     | Коалиционное правительство |
| 2014        | 24,863 | 23.31 | 13 из 43 | ▲ 3 | Коалиционное правительство |